# スーパーファイヤープロレスリングSPECIAL
『スーパーファイヤープロレスリングSPECIAL』（－すぺしゃる）は、1994年12月22日に日本のヒューマンから発売されたスーパーファミコン用プロレスゲーム。
同社の『ファイヤープロレスリングシリーズ』のスーパーファミコン版
4作目。基本的なゲームシステムは前作と同様であるが、本作では70名のレスラーが登場する他、「チャンピオンロード」というシリーズ初となるストーリーモードが追加された事を特徴としている。しかし、ストーリーモードにおける陰鬱なストーリー展開や結末は、発売後に多くの不評を買う結果となった。
開発はヒューマンが行い、監修に『週刊プロレス』の編集者であったライターの斎藤文彦を招聘、スタッフは前作に続きディレクターは須田剛一、プログラムは薗田直樹、音楽は山崎正通および志倉千代丸が担当している他、新たに追加されたストーリーモードのシナリオを須田が担当している。
後に続編となる『スーパーファイヤープロレスリングX』（1995年）が発売された。

## ゲーム内容

### 追加要素
リングの対角線を走りこみコーナーにもたれかかる相手に攻撃したり、コーナー上に持ち上げ雪崩式の技が出せるようになった。
トップロープから場外への飛び技が走りこみ技に加えエプロン近くから飛ぶ技も追加された。コーナーからの飛び技にミサイルキックなどの立っている相手に放つ技が追加された。
ダウン時の動作に仰向けダウンとうつ伏せダウンの要素が追加された。
前作までのクリティカルサブミッションに加え（サブミッションも梶原型・ヴァン型・クラウザー型の3タイプに細分化）、打撃系、スープレックス系、スリーパー系のクリティカルを追加した。
ダメージソースに既存の体力に加え気力の要素を追加。気力が削られると体力が多く残っていてもKOされやすくなったり丸め込み技などでピンフォールを奪われやすくなるようになった。
流血システムを改良。流血後体力回復スピードが上がる選手が登場するようになった。
試合中にパフォーマンスを行えるようになった。パフォーマンスを行うと気力を回復できる。
ストーリーモード「チャンピオンロード」を追加（詳細は後述）。
「戦いの記録」という戦績記録シムテムが導入。ワンナイトマッチモードで戦績を積み重ねランクを上げると、エディットモードの振り分けポイントや使用可能技の制約が解放されるというシステムであった。

### モード
- ワンナイトマッチ
- トーナメント
- オープンリーグ
- チャンピオンロード
- オプションモード
- エディットモード

## チャンピオンロード
本作品ディレクターであり現在はグラスホッパー・マニファクチュアCEOである須田剛一がシナリオを手掛けた。定型的な展開を見せることの多いスポーツゲームのストーリーとは大いに異なり、情念を込めた内容となっている。

### ストーリー
主人公の若手レスラー純須杜夫（すみすもりお）は、日本・世界の様々な団体で活躍。様々な団体の王座に君臨。果ては総合格闘技界や地下プロレスまでも制圧し、プロレス・格闘技界における全ての名声を手に入れる。しかし、頂点に立ったはずの彼は得体の知れない虚無感に捕らわれていた。そしてある日、ホテルの一室にいる純須の手にはピストルが握られていた。
解説
発売当時はユーザーから「ストーリーが暗い」と批評されたが、須田は「完全に僕のエゴイズム」「明るすぎる今のプロレスは嫌い」と答え意図的に暗いストーリーにしたと回答している。また、ストーリーの結末については須田が後年『週刊ファミ通』の連載「エアポート51」にて 、プロレスラー、フリッツ・フォン・エリック一家の事件（特にケリー・フォン・エリックの生涯）と、ロックバンドニルヴァーナのメンバーであったカート・コバーンの生涯にインスパイヤされた物と解説している（詳細は#開発を参照）。
2017年から展開を開始している『ファイヤープロレスリングワールド』のダウンロードコンテンツとして、2019年以降に「チャンピオンロード2（仮称）」の配信が決定。正式名称「チャンピオンロード・ビヨンド」として2020年2月27日に配信開始された。須田剛一が再びシナリオを手掛ける形で「チャンピオンロード」の主人公である純須杜夫の息子を新たな主人公とし、現在（2010年代）のファイプロ世界を舞台に物語が展開される。

### 登場人物
純須杜夫（すみす もりお）
1969年1月2日生まれ。青森県八戸市出身。好きなタイプはジュリエット・ルイス。
神経質かつ無愛想な人となりで「心に荊をもつ青年」と呼ばれる。若元一徹のプロレス道場で指導を受け、道場卒業後VJP、OJP、UHWいずれかの団体にフリー参戦。それらの団体から離れ完全なフリーランスに転身後、異種格闘技戦に挑戦、欧州遠征を経て日本選手権に出場、決勝戦で冴刃明と対戦（準優勝）。その後渡米し、総合格闘技大会「グルーサムファイティング」に出場（優勝）。アメリカの大手団体に参戦、一徹道場の同期生（後述）とタッグ王座に挑み王座奪取。世界選手権に出場。
若元一徹
大日本プロレスで活躍後、移籍先のVJPでは鬼軍曹の異名を取り指導する若手たちを震えあがらせていた。選手として引退後はプロレス道場の道場主として後身の指導にあたっていたが、純須と戦い（純須の道場卒業試験試合）再度プロレスの魅力に惹かれ地下プロレスの世界へ身を投じる。その後ディック・スレンダーとの試合で死亡したことが語られる。なお、彼の死後も試合敗北後のコンティニュー画面では登場する。
冴刃明
UHWのエースとして期待を集めるも団体は分裂。新たにGONGSを旗揚げ、地下プロレスへ身を投じ行方不明となった若元の後を継ぐように純須の世話をやく。純須が欧州遠征していた時に大口を叩きその発言がきっかけになり日本選手権が開催されることになり、同選手権決勝戦で純須を破り優勝。その後も世界選手権に出場、準決勝で主人公と戦うことになる（この時に初めて倒すことができる）。麗子という妹がいる（後述）。
一徹道場の同期生
ジ・アンダーグラウンド、ザ・スパイク、ディック・ロードの3人。道場でのスパーリング相手に指名した選手がストーリー第十章のタッグパートナーとなる。
カルロス・クラウザー
伝説のプロレスラーの一人。現在ではその一線を退いているが、実力は健在でチャプター8で純須とスパーリングをしてあらゆるテクニックを伝授する。なお、このスパーリング3連戦は一定時間が過ぎると終了し、勝敗に関係なくストーリーが進行する。
ダイナミック・キッド
イギリス出身。純須が憧れていた伝説のレスラーの一人で、過去に一徹にトレーニングを受けていたこともあり、純須の兄弟子ともいえる。精神的にボロボロの彼にプロレスラーとしての格を教える。引退していたが、後にタッグチャンピオンをかけての対決で戦う事になる。試合後に死亡したかのような描写があり、純須が号泣しているが、実際の生死は不明。
マイティボウイ・スミス
ダイナミック・キッドの従弟でありタッグパートナーでもある。チャプター10でキッドと共に純須と対決する。
ディック・スレンダー
世界選手権決勝戦の対戦相手で、ストーリーモードの最終ボス。非常に冷酷かつ凶悪な人物であり、それまで対戦してきた相手の命をすべて奪っている（地下プロレス時代に若元一徹を、世界選手権準決勝では道場の同期生をそれぞれ倒し命を奪っている）。
冴刃麗子
ヒロイン。冴刃明の妹、兵庫県神戸市出身、職業はモデル。兄の存在や影響からプロレスやプロレスラーの事を心良く思っていない。純須との初対面からしばらくの間は様々な行動や発言で純須の心を傷つける。しかし純須の人格に触れ、徐々に打ち解けていくが渡米中に一切連絡をよこさない純須に痺れを切らし、自棄になって親が勧めた縁談を受け入れ婚約したと世界選手権前の純須に告白する。だが実際は純須の気を引くために言ったことであり、エンディングでは純須に想いを告白していた。また描写はないものの、純須の子を身ごもっていた事が開発者のコメントで語られている。前述のとおり、この子供は後に成長し、プロレスラーとなっている。

## 開発
本作のディレクターである須田剛一は、本作から技をかけるタイミングを「組み合って腰を落とした時」から「組み合う時」に変更した事に関して、当初は周囲のスタッフから反対意見が多く「踏絵に近いものがあった」と語ったが、本作ではそれまでのシリーズの要素を全否定して再製作するという考えから主張を押し通した。 
「チャンピオンロード」のストーリーに関しては、すでにパーティゲームとして認知されていた本シリーズはシングルプレイに面白みがないと感じており、本作ではシングルプレイの面白さを強化する計画を立て、また当時の上司が退職するタイミングと重なり、「須田くん、『スペシャル』は好きに作っていいよ」と言われた事もありストーリーモードの追加に踏み切る形となった。須田は本シリーズにはプロレスの知識量を以ってイニシアチブを握るプランナーの存在が不可欠であったと語り、「お客さんに何を見せたいのかというのをハッキリさせたかった」との思いから本作から明確にディレクターを名乗る事となった。また、本作によって本シリーズの立ち位置がプロレスのシミュレーターであるのかアクションゲームであるのかを明確にする意図があったという。プレイヤーの自由な発想が理想のプロレスラー像をクリエイトしていく。アスキーのターボファイルにも対応するようになり、セーブデータの外部バックアップが可能となった。
「チャンピオンロード」の主人公である純須杜夫の名前に関しては、インタビュアーからザ・スミスとそのボーカルのモリッシーが元ネタではないかと尋ねられ、それに対し須田は自身が作品の登場人物名を名付ける立場になると想定しておらず、無意識に出てきた名称が日本人名ではなく外国人名であった事から深い意図もなく名付けたと語っている。
ストーリーの結末に関しては、当初は最後の試合の勝敗によってハッピーエンドとバッドエンドに分岐させる事を考え、バッドエンドとして純須の自殺という結末を検討していたが、人生の結末の良し悪しは第三者が決められるものではないとの考えからエンディングは一つだけにする事を決定した。また、ゲーム中の分岐に関して疑問を抱いていた須田は「こんないさぎの悪いものをお客さんに見せるなんて失礼だな」との考えを持つに至ったという。

## スタッフ
- プログラム・ディレクター：薗田直樹
- プロダクション・プログラマー：川上智
- グラフィック・ディレクター：田村季章
- スキル・アニメーション：朝倉好則
- プロダクション・ビジュアル・デザイナー：よしむらあきひさ
- ミュージック・コンポーズ：山崎正通
- ストーリー、スクリーン・プレイ：須田剛一
- プロダクション・マネージャー：阿部浩之、山田和彦、米澤正弘、八木秀訓
- アシスタント・ディレクター：高橋大輔
- エグゼクティブ・ゲーム・デザイナー：増田雅人
- エグゼクティブ・デザイン・スーパーバイザー：小林裕一
- コード・プログラマー：薗田直樹、ふるいちひろゆき
- アディショナル・コード・プログラマー：阿部浩之、愛甲剛、米田晃人、中山止禍
- アクション・プログラマー：川上智、渡邊肇
- スキル・プログラマー：渡邊肇
- アディショナル・スキル・プログラマー：小熊秀明、あだちたろう、小林伸隆
- オープニング・プログラマー：中山止禍
- ビジュアル・グラフィック：田村季章、武市州生、西岡秀徳、田中宏明、佐々木恵介
- アディショナル・ビジュアル・グラフィック：山崎正順、おおたけこうすけ、青柳健二、島崎洋一郎、村山達郎
- ビジュアル・デザイナー：よしむらあきひさ、高橋弘樹
- スキル・アニメーター：朝倉好則、村山達郎、島崎洋一郎、高岡謙次
- アディショナル・スキル・アニメーター：田村季章、加藤亮、田村大也、おおかわたけひろ
- レスラー・デザイナー：高岡謙次
- レスラー・グラフィック：加藤亮、島崎洋一郎、青柳健二
- バックグラウンド・デザイナー：田村大也
- インフォメーション・グラフィック：おみまさはる、加藤亮
- フォント・デザイナー：おみまさはる
- オープニング・グラフィック：田村大也
- グラフィック・コンサルタント：大橋俊之、山口直純
- グラフィック・ヘルパー：山口直純、山岸正美、川本誠
- 音楽：山崎正通、志倉千代丸、菅原幸枝、上茶慎太郎
- フォーリー：山崎正通
- スーパーバイザー：斎藤文彦
- ディレクター：須田剛一

## 評価
- ゲーム誌『ファミコン通信』の「クロスレビュー」では6・7・6・4の合計23点（満40点）[10]、『ファミリーコンピュータMagazine』の読者投票による「ゲーム通信簿」での評価は以下の通りとなっており、21.2点（満30点）となっている[11]。

| 項目 | キャラクタ | 音楽 | お買い得度 | 操作性 | 熱中度 | オリジナリティ | 総合 |
| 得点 | 3.6        | 3.4  | 3.3        | 3.6    | 3.9    | 3.5            | 21.2 |

- ゲーム本『プロレススーパーゲーム列伝』（2001年、ソニー・マガジンズ）では、本作から登場レスラーに所属団体の概念が導入された事を「大きな魅力」であると称賛し、コンピュータの操作による「ファイプロ観戦」が本格化したのは本作からであると指摘した[12]。また、本作の最大の特徴はストーリーモードの導入であるとした上で、須田のプロレスに対する幻想や妄想が結実した内容であると主張した[12]。

- ゲーム情報サイト『4Gamer.net』において編集部のJunpocoは、ストーリーモードの陰鬱とした展開や主人公の死という結末が衝撃的であったと指摘し、主人公の生きざまや実際のプロレス界の出来事をベースとして製作されていた事などを称賛した[2]。また、ストーリー展開にアメリカ合衆国のロックバンドであるニルヴァーナのカート・コバーンの死が影響していると指摘した他、1980年代から1990年代前半までのイギリスやアメリカ合衆国におけるオルタナティヴ・ロック系バンドの歌詞や楽曲の影響が色濃く出ているとも指摘し、後の須田によるゲーム作品の嚆矢となったと総括した[2]。

## 関連書籍
- スーパーファミコン必勝法スペシャル『スーパーファイヤープロレスリングスペシャル』1995年、ケイブンシャ ISBN 4-7669-2134-8
- スーパーファミコン必勝法スペシャル『スーパーファイヤープロレスリングスペシャル エディットレスラーブック』1995年、ケイブンシャ ISBN 4-7669-2164-X